# شوما فوگل
شوما فوگل (مجاری: Soma Vogel؛ زادهٔ ۷ ژوئیهٔ ۱۹۹۷) بازیکن واترپلو اهل مجارستان است.
وی در مسابقات کشوری و بین‌المللی در مجموع برندهٔ ۱ مدال برنز شده‌است.